# Mälby, Nora socken
Mälby är en  by vid Dalälven i Nora socken i Heby kommun. Sälja och Bro men också Hadeholm i Gästrikland. Hadeholm finns sjövägen på andra sidan gränsen i sydligaste Hedesunda socken i Gästrikland.
Mälby omtalas i dokument första gången 1350 ("in mædhalby"). 1397 byter Håkan Matsson (båt) till sig byn Mälby som brukas av tre grannar, ett torp i byn och en kvarn "sunnan a landa" av Gotskalk Bengtsson (Ulv). 1399 säljer Håkan Matsson alltsammans tillbaka till Gotskalk Bengtsson. Torpet sägs i den här handlingen heta "Bossabodha". Under 1500-talet består byn av ett mantal frälse. Ägare var Lars Turesson (Tre Rosor) och senare Arvid Joakimsson Trolles ättlingar. 1571 ärvde Beata Arvidsdotter (Trolle) en gård i Mälby som räntade 800 kast järn årligen. Även "Bossabodha" som räntade 100 kast järn upptas.
Bland bebyggelser på ägorna märks det sedan 1500-talet försvunna Bossaboda, omtalat första gången 1360 ("j Bossobokum"). Flera försök att identifiera Bossaboda med mer sentida bebyggelse har gjorts. I jordeboken för Nora 1610 upptas en kronoutjord som brukades av en lantbo under Uppsala domkyrka, kallad "Kåsseboda". Domkyrkojord fanns i Mälbys grannby Bro, men det är mycket osäkert. Det har även identifierats med Mellanbo, ett torp under Mälby okumenterat första gången på 1640-talet. Erk-Jans används som beteckning på den södra gården i byn, Mälby kvarn, senare kallad Sevedskvarn är en annan bebyggelse på ägorna. Mälbytorpet var under slutet av 1600-talet ett idag okänt torp. Nybo är ett annat idag försvunnet torp, första gången dokumenterat 1871. Skvaterbo, ursprungligen kallat Olof Erssons torp, har funnits sedan 1829 och har fått sitt namn efter Skvaterbäcken som rinner förbi torpplatsen.